# Tupolew TB-3
Das schwere viermotorige Bombenflugzeug Tupolew TB-3 (russisch Туполев ТБ-3) stammt aus dem Jahre 1930 und war mit seiner freitragenden Tiefdeckerauslegung der erste freitragende viermotorige Ganzmetalleindecker seiner Zeit. Es diente bis in den Zweiten Weltkrieg hinein bei den sowjetischen Luftstreitkräften. Einige mit geschlossenen Kabinen speziell umgerüstete Exemplare wurden unter ihrer Werksbezeichnung ANT-6 zur Versorgung der Forschungslager in der Arktis eingesetzt. Am 21. Mai 1937 landete eine solche ANT-6 (Kennzeichen SSSR N-170) unter Kommandant Michail Wodopjanow als erstes Flugzeug am Nordpol und setzte die Besatzung der driftenden Polarstation Nordpol-1 dort ab.

## Entwicklung

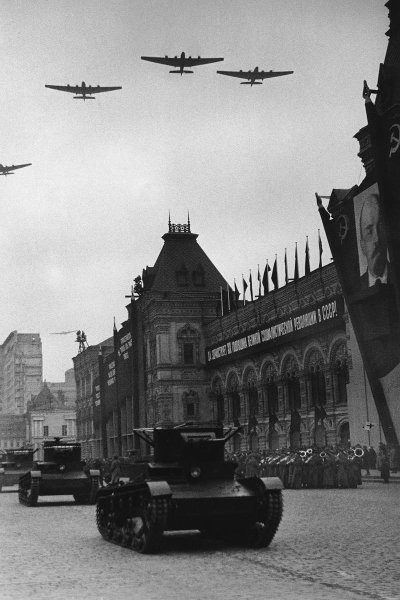
Parade mit TB-3 zum Jahrestag der Oktoberrevolution (1936)

Die Konstruktionsarbeiten begannen im Mai 1926 in der Abteilung AGOS innerhalb des ZAGI, dessen Leiter Andrei Tupolew war und dauerten bis Dezember 1929. Dabei wurde von der ebenfalls aus der Tupolewschen Konstruktionsabteilung stammenden zweimotorigen TB-1 ausgegangen. Als Parallelentwürfe zur TB-3 entstanden die schweren Bomber TB-5 und K-7. Beide Modelle konnten jedoch nicht überzeugen und blieben Versuchsmuster. Nachdem der Entwurf am 21. März 1930 von den zuständigen Stellen genehmigt worden war, begann der Bau des Prototyps, der am 31. Oktober des gleichen Jahres mit dessen Verbringung auf das Versuchsgelände seinen Abschluss fand. Anschließend fand vom 20. November 1930 bis zum 20. Februar 1931 die staatliche Abnahme statt. Am 22. Dezember 1930 erhob sich der von Michail Gromow gesteuerte Prototyp erstmals in die Luft, wegen des Winters mit Schneekufen statt des Radfahrwerks ausgerüstet. Als Antrieb dienten vier US-amerikanische Curtiss-Conqueror-Motoren. Nach dem erfolgreichen Erstflug ging der Prototyp zurück an die AGOS-Abteilung, wo einige Änderungen vorgenommen wurden. Die wichtigsten waren der Einbau von BMW-VIz-Motoren mit entsprechend vergrößerten Kühlern, das Ersetzen der über die Tragflügelkante hinausreichenden Querruder-Hornklappen durch Schlitzklappen, die Installation von ZAGI-Holzluftschrauben mit 3,5 Metern Durchmesser und die Neukonstruktion des Hauptfahrwerks sowie des Schleifsporns. Die anschließenden Tests litten unter den nicht fehlerfrei arbeitenden Motoren, die häufig wegen Kurbelwellenbruchs ausfielen.
Am 20. Februar 1931 wurde die Produktion des Flugzeuges mit M-17-Triebwerken – Lizenzbauten des deutschen BMW VI – beschlossen. Die erste Serienmaschine war am 4. Januar 1932 flugbereit und wurde von A. B. Jumaschew und I. F. Petrow getestet. An der weiteren Erprobung war auch P. M. Stefanowski beteiligt. Während der Flüge wurden verschiedene Bewaffnungsvarianten sowie eine Bestückung des Fahrwerks mit Rädern und Kufen getestet.
Die Serienproduktion begann Anfang 1932 im Werk Nr. 22, dem ehemaligen Junkers-Zweigbetrieb in Moskau-Fili. Die Entwicklung der Fertigungstechnologie unter Berücksichtigung der vorhandenen Möglichkeiten erfolgte in enger Zusammenarbeit mit der AGOS unter Leitung von Wladimir Petljakow, dem Chef der 1. Konstruktionsabteilung. Bis zum April konnten die ersten neun TB-3 ausgeliefert werden, die anlässlich der Parade zum 1. Mai der Öffentlichkeit vorgeführt wurden. Auch das Werk Nr. 39 begann mit der Fertigung und stellte seine erste TB-3 in der zweiten Jahreshälfte fertig. Diese absolvierte die Erprobung im Dezember und war schon mit dem verbesserten M-17F ausgestattet. Allerdings waren die Serienmaschinen im Vergleich zum Prototyp gröber gefertigt, beispielsweise mit Wellblechen größerer Dicke, woraus sich eine höhere Leermasse ergab, was sich wiederum auf die Flugleistungen auswirkte. Mitunter waren die Flugzeuge bis zu zwölf Prozent schwerer als ursprünglich vorgesehen. Es wurde deshalb durch allerhand Maßnahmen während der laufenden Produktion versucht, die Flugzeuge wieder leichter zu bauen, was letztendlich auch gelang.
Im Verlauf der Produktion wurden in die TB-3 verschiedene Motoren eingebaut und das Fahrwerk sowie die Bewaffnung verändert, so dass es insgesamt zwölf Hauptvarianten gab. Die Fertigung lief bis zum Jahr 1937 und endete mit der Auslieferung der 818. Maschine.

## Ziviler Einsatz

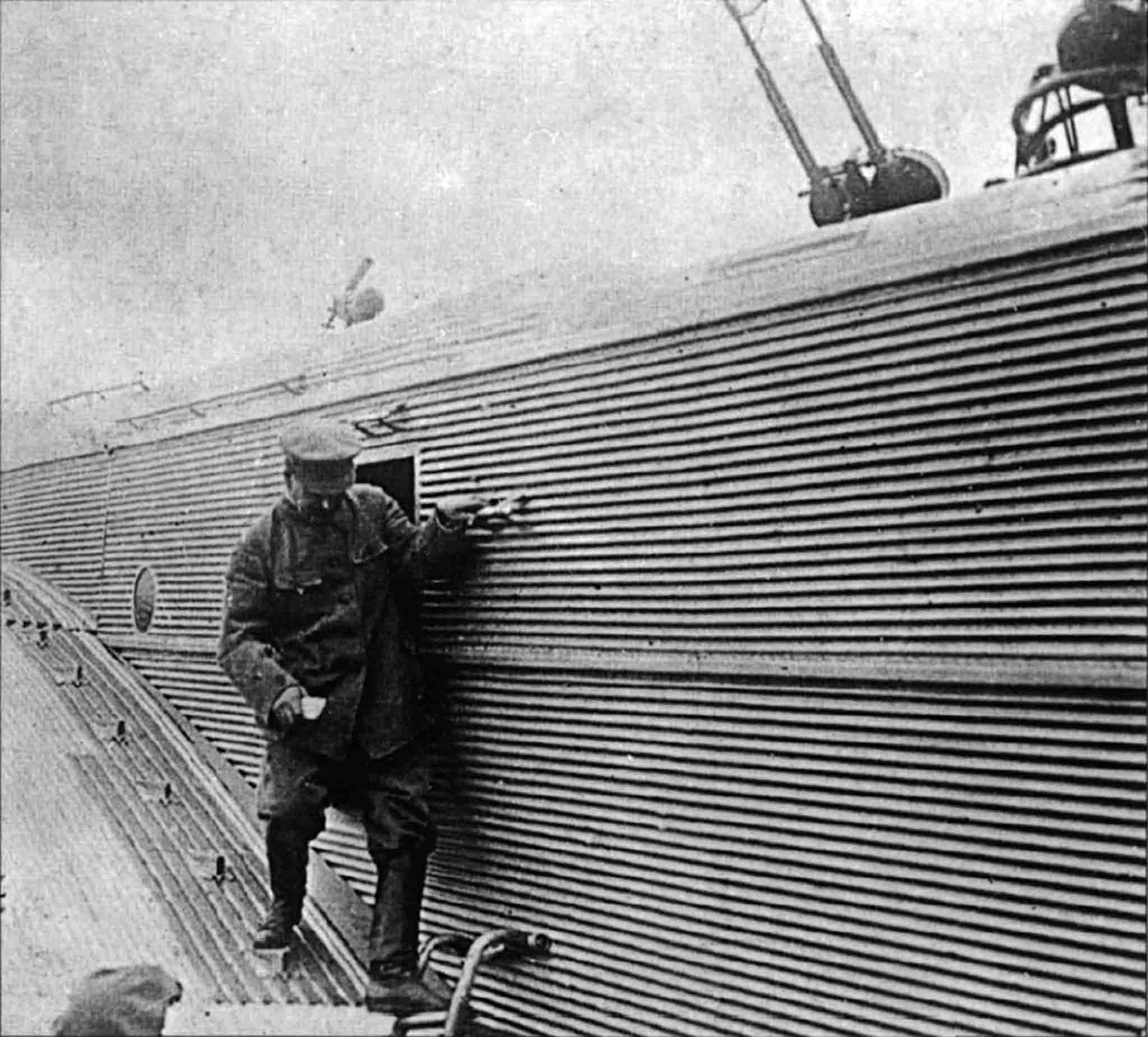
Josef Stalin bei der Besichtigung einer TB-3

Die TB-3 wurde bei der Zivilluftflotte (GWF) in der Version G-2 (Grusowoi, Fracht) als reines Fracht- oder kombiniertes Transport-/Passagierflugzeug eingesetzt, hauptsächlich ausgestattet mit M-17F- und AM-34RN-Triebwerken. Diese Flugzeuge waren keine Neubauten, sondern ehemalige Bomber, aus denen die militärische Ausrüstung ausgebaut und deren Struktur verstärkt worden war. Die Waffenstände wurden durch Bleche abgedeckt. Die Version G-2-4M-17F konnte bei einer Höchstgeschwindigkeit von 160 km/h 3.400 Kilogramm befördern, die G-2-4AM-34RN 16 Passagiere und Fracht bis zu 3.200 Kilogramm bei bis zu 200 km/h.
Die G-2-Transporter kamen zum überwiegenden Teil auf östlichen Flugrouten der Sowjetunion sowie bei der Hauptverwaltung Nördlicher Seeweg (Glawsewmorput) zum Einsatz und bewirkten eine deutliche Steigerung des Frachtaufkommens auf den beflogenen Linien. Beispielsweise beflogen G-2 der Aeroflot in den Jahren 1938 bis 1940 die etwa 3.000 Kilometer lange Strecke von Moskau nach Taschkent. Es wurden sowohl Rohstoffe wie Schwefel, Kupfererz oder Baumwolle als auch Lebensmittel wie Fisch oder Obst transportiert. Dank der relativ guten Wartung hatten die G-2 eine hohe Lebensdauer. Bei Beginn des Deutsch-Sowjetischen Krieges wurde eine große Anzahl samt ihren Besatzungen an die Luftstreitkräfte übergeben, die zum Beginn des Krieges die MAON GWF (Moskowskaja Awiagruppa Ossobowo Nasnatschenija GWF, Moskauer Fliegergruppe der Zivilluftflotte z. b. V.) bildeten und später Bestandteil der 1. Lufttransportdivision beziehungsweise der 10. Garde-Lufttransportdivision der GWF wurden. Die Flugzeuge der Glawsewmorput wurden zur OSAG (Ossowaja Sewernaja Awiagruppa – Besondere nördliche Fliegergruppe) zusammengefasst. Die wenigen bei den zivilen Einrichtungen verbliebenen G-2 wurden zum Transport von Kriegsgütern eingesetzt. Nach dem Kriegsende gingen die Flugzeuge, soweit noch vorhanden, wieder zurück an die Zivilluftflotte bzw. die Hauptverwaltung Nördlicher Seeweg.

### Nutzung für Auslandsflüge

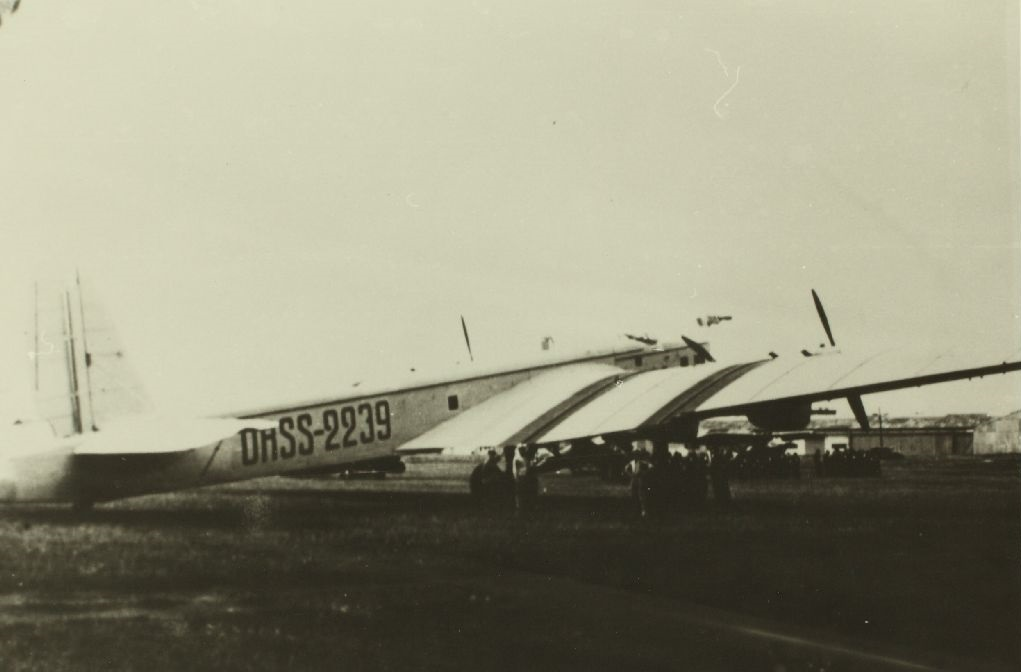
Eine für Auslandsbesuche umgerüstete ANT-6

Für Repräsentationszwecke und Staatsbesuche wurden 1933 und 1934 neun speziell umgebaute TB-3 hergestellt. Die Flugzeuge waren ausnahmslos mit AM-34RD-Motoren ausgestattet. Wegen der vorgesehenen zivilen Nutzung wurde wie dabei üblich die Werksbezeichnung ANT-6 verwendet, die offizielle Typbezeichnung lautete also ANT-6-4AM-34RD. Im Gegensatz zur normalen Serienausführung verfügten die hinteren Räder des Zwillings-Hauptfahrwerkes über Radbremsen. Die Schützenstände in Rumpf und Heck wurden durch Glattbleche abgedeckt. Die Fixierpunkte zur Anbringung von Außenlasten waren zwar vorhanden, es waren aber keine Lastträger montiert. Die Flugzeuge erhielten einen weißen Anstrich und zivile Kennzeichen.
Ein erster offizieller Flug wurde am 28. Juli 1934 unter der Leitung von Salewski von den ANT-6-Piloten Baidukow, Jefimow und Leonow durchgeführt, die eine sowjetische Delegation nach Polen beförderten. Die drei Flugzeuge starteten in Moskau und landeten nach acht Stunden und 40 Minuten in Warschau-Okęcie. Am 1. August erfolgte der Rückflug.
In den 1930er-Jahren entsandte die Sowjetunion mehrere Gruppen von Vertretern der Luftfahrtindustrie und Luftstreitkräfte in verschiedene europäische Staaten, um sich über den Stand der westlichen Luftfahrttechnik zu informieren und – wenn möglich – Luftfahrtgerät, Motoren sowie Fertigungslizenzen zu erwerben. Aus diesem Anlass flogen am 5. August 1934 zwei Dreiergruppen ANT-6 gemeinsam nach Kiew, wo sie sich nach einem kurzen Zwischenaufenthalt trennten. Eine Formation flog über Wien nach Frankreich, wo sie am 7. August auf dem Pariser Flughafen eintraf. Kommandant der Gruppe war wiederum Salewski. Der Pilot des Führungsflugzeugs Georgi Baidukow und sein Navigator Alexander Beljajew sollten drei Jahre später zusammen mit Waleri Tschkalow durch ihren Langstrecken-Rekordflug von Moskau nach Vancouver/Kanada Bekanntheit erlangen. Der Rückflug am 13. August gestaltete sich wegen schlechten Wetters schwierig. Nach einer unplanmäßig eingelegten Zwischenlandung in Straßburg flogen die Besatzungen am 15. August nach Prag und nach einem zweitägigen Aufenthalt weiter nach Moskau. Die zweite ANT-6-Gruppe flog über Kraków, wo ein Treffen mit polnischen Militärs stattfand, nach Rom. Die Ankunft erfolgte am 8. August. Anschließend wurde die Delegation, zu der auch die Flugzeugkonstrukteure Alexander Jakowlew und Igor Tschetwerikow gehörten, von Benito Mussolini empfangen. Die Rückreise begann am 15. August und führte wiederum über Wien nach Moskau. Von beiden Gruppen wurden während des Aufenthalts in Paris und Rom Demonstrationsflüge mit Passagieren durchgeführt. Insgesamt verliefen die beiden Staatsbesuche für die sowjetische Seite unbefriedigend, da sowohl die Luftfahrt Frankreichs als auch Italiens in den 1930er-Jahren einige Defizite in Bezug auf den internationalen Maßstab aufwiesen.

### Im Einsatz bei der Polarluftflotte

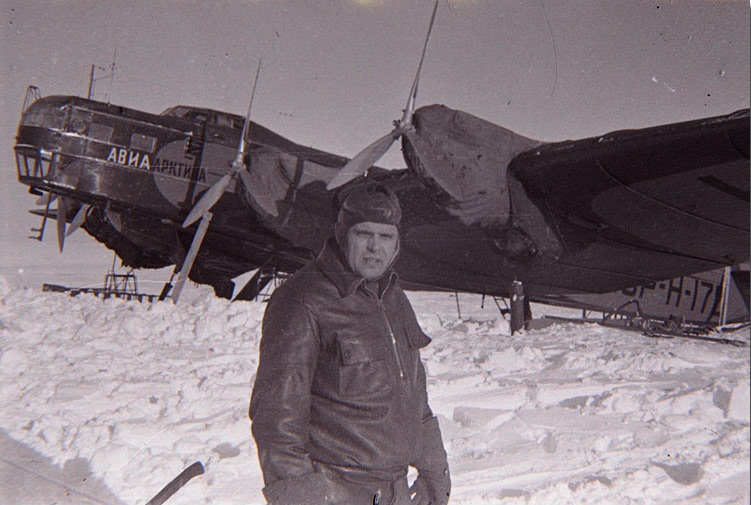
Wodopjanow vor seiner ANT-6

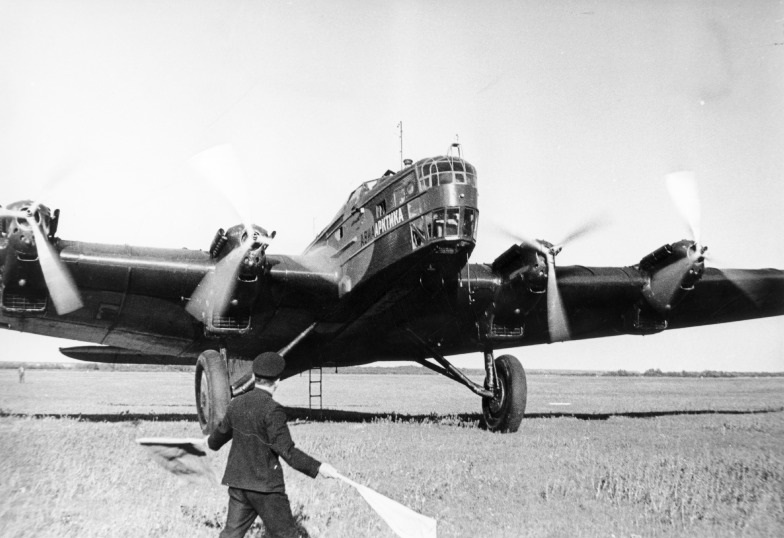
ANT-6 der Awiaarktika

Am 13. Februar 1936 wurde bei einer Besprechung im Kreml, an der neben Josef Stalin unter anderem auch die Flieger Sigismund Lewanewski und Michail Gromow teilnahmen, von dem Arktisforscher Otto Schmidt die Einrichtung einer auf einer driftenden Eisscholle befindlichen Polarstation vorgeschlagen. Der Transport und die weitere Versorgung des Lagers sollten durch Flugzeuge erfolgen. Der Vorschlag wurde angenommen und die Hauptverwaltung Nördlicher Seeweg mit der Organisation betraut. Als Flugzeug sollte die TB-3, die eine große Nutzlast transportieren konnte, zum Einsatz kommen. Als Ausgangsbasis sollte die Rudolf-Insel dienen, auf der schon 1932 eine Wetterstation eingerichtet worden war. In der folgenden Zeit wurde bei der Station unter der Leitung von Iwan Papanin ein Flugplatz angelegt und neue Lager- und Wohngebäude nebst Werkstätten errichtet.
Im Werk Nr. 22 in Fili wurden vier speziell umgebaute ANT-6 (da die Flugzeuge zivil genutzt werden sollten, wurde die Werksbezeichnung verwendet) für die Polarluftflotte (Poljarnaja Awiazija) produziert. Sie waren den eisigen arktischen Verhältnissen angepasst. Die normalerweise offenen Pilotenkabinen erhielten aufgesetzte Kabinen, der untere Teil der Bugkanzel wurde nach vorn versetzt und schloss nun mit der Oberkante ab. Das Hauptfahrwerk wurde mit Kufen ausgerüstet, wobei die eigentlichen Haupträder mit zwei Metern Durchmesser unter dem Rumpf befestigt mitgeführt wurden. Die Lenkbarkeit am Boden wurde durch eine steuerbare Heckkufe verbessert. Als weitere Besonderheit erhielt jedes Flugzeug eine leistungsstarke Enteisungsanlage sowie einen 50 m² großen Bremsschirm im Heck, der die Landerollstrecke um die Hälfte reduzieren konnte und erstmals in der Geschichte der Luftfahrt Verwendung fand. Zusätzlich zur Bordfunkanlage wurde zur Kommunikation zwischen Pilot, Navigator und Funker noch eine Rohrpost installiert. Die Kennzeichen dieser vier Maschinen lauteten N-169 (Kommandant Ilja P. Mazuruk), N-170 (Michail W. Wodopjanow), N-171 (Wassili S. Molokow) und N-172 (Anatoli D. Alexejew). Der Buchstabe N kennzeichnete die Zuordnung zur Hauptverwaltung der Zivilluftflotte. Der Anstrich war in auffälligen orange-rot mit blau gehalten, um ein Auffinden bei Notlandungen im Eis zu erleichtern.
Die verwendeten AM-34R-Motoren waren Spezialanfertigungen des Werkes Nr. 24 in Moskau für extrem niedrige Temperaturen und mit am Boden verstellbaren Dreiblatt-Metalluftschrauben ausgerüstet. Die Erprobung der als ANT-6-4AM-34R bezeichneten Flugzeuge führte Jakow Moissejew durch. Bedingt durch die aerodynamisch sauberere Konstruktion erzielte die Arktisversion im Vergleich zur herkömmlichen TB-3 bessere Flugleistungen. Sie war in der Lage, 14 Stunden in der Luft zu bleiben, konnte fast 12.000 Kilogramm Nutzlast befördern, womit sie in Bodennähe immer noch eine Geschwindigkeit von 240 km/h erreichte.
Am 22. März 1937 begann der Verlegungsflug zur Rudolf-Insel, die jedoch wegen des extrem schlechten Wetters nach drei Zwischenlandungen mit Wartezeiten erst am 18. April erreicht wurde. Am 21. Mai 1937 schließlich landete das Führungsflugzeug mit Wodopjanow als Pilot am Pol und setzte die Expeditionsteilnehmer samt einem Teil der Ausrüstung ab. Die drei anderen ANT-6 landeten am 25. Mai beim Lager. Am 4. Juni wurde die Station Nordpol-1 durch Otto Schmidt eingeweiht und die Flugzeuge starteten zum Rückflug zur Rudolf-Insel. Wegen Treibstoffmangels musste die N-172 mit Anatoli D. Alexejew auf dem Eis notlanden, konnte aber, nachdem eine PS-7 (Pilot Pawel G. Golowin) Nachschub eingeflogen hatte, am 9. Juni ebenfalls zum Basislager fliegen. Die N-169 mit der Besatzung von Ilja P. Mazuruk wurde auf der Insel zur weiteren Versorgung der Expedition stationiert, die anderen Maschinen flogen zurück nach Moskau, wo sie am 25. Juni 1937 eintrafen. Im darauffolgenden Jahr nahm Wodopjanow mit seiner ANT-6 am 18. August 1938 an der alljährlichen Flugschau in Tuschino teil.
Eine zweite, kleinere Expedition wurde ab dem 5. März 1941 durchgeführt. Die schon bei der Papanin-Expedition eingesetzte N-169 flog unter dem Kommando von I. I. Tscherewitschni mit einer Gruppe von Wissenschaftlern in Richtung Arktis, um die regelmäßige Durchführbarkeit von Versorgungsflügen für Arktisstationen zu testen. Ausgangsbasis war diesmal die Wrangelinsel. Zwischen dem 2. und 29. April 1941 flog die ANT-6 insgesamt dreimal driftende Eisschollen am Pol an und setzte Forscher darauf ab. Die Expedition endete am 11. Mai mit dem Eintreffen der N-169 in Moskau. Insgesamt wurden bei den Flügen 26.000 Kilometer zurückgelegt. Nach Kriegsbeginn wurde das Flugzeug 1941 modernisiert. Es erhielt Motoren AM-34FRNW mit Verstellluftschrauben, im Tragflächenmittelstück zwei zusätzliche Kraftstofftanks und ein Flettner-Seitenruder. Danach wurde es an die Nordflotte abgegeben und ging dort nach kurzer Zeit noch im gleichen Jahr verloren.

## Militärischer Einsatz

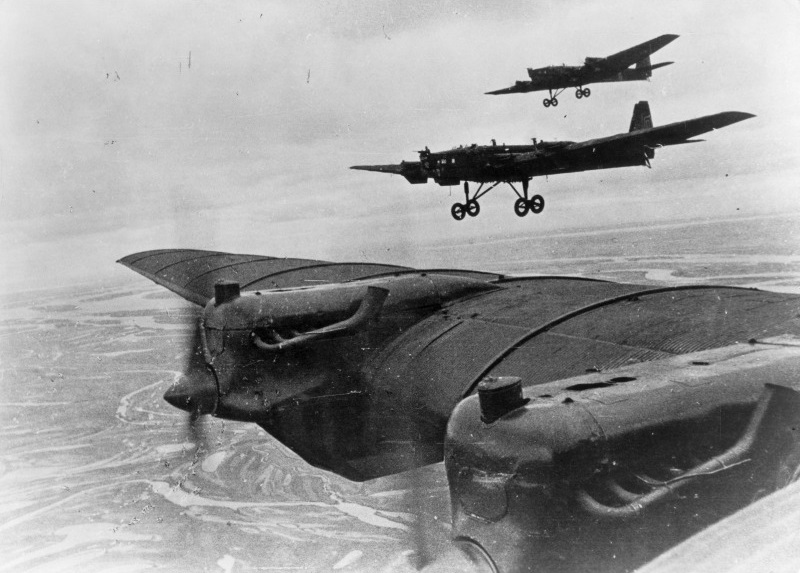
Eine Kette TB-3-4M-17 im Flug

Die TB-3 war der erste viermotorige Bomber der Sowjetunion und wurde von Beginn der Auslieferung an bis etwa Mitte 1943 in den Verbänden der sowjetischen Luftstreitkräfte (WWS) auch als solcher verwendet, diente jedoch auch in großer Zahl als Transporter. Bei mehreren kleineren Luftlandeunternehmen während der Anfangsphase des deutschen Angriffs auf die Sowjetunion wurde sie als Absetzflugzeug für Fallschirmspringer eingesetzt.

### Sowjetisch-Japanischer Grenzkonflikt
In ihrer Einsatzrolle als Bomber wurde die TB-3 im Japanisch-Sowjetischen Grenzkonflikt 1938/1939 erstmals in einem bewaffneten Konflikt eingesetzt und dazu benutzt, japanische Stellungen am Chassansee zu bombardieren. Außerdem leisteten TB-3-Bomber bereits in diesem Konflikt intensive Nahfrontunterstützung, wie sie es auch später in den Anfangsjahren des Zweiten Weltkrieges tun sollten. Die Transportversion G-2 war bereits 1937 im Japanisch-Chinesischen Krieg für Versorgungsflüge der auf chinesischer Seite eingesetzten sowjetischen Fliegereinheiten erstmals in einem Konflikt eingesetzt worden.
Der erste Einsatz am Chassansee erfolgte am 6. August 1938 zur Einleitung einer Offensive des 39. Schützenkorps. 41 TB-3-4AM-34RN flogen zusammen mit 89 SB-2 unter der Deckung durch I-15- und I-16-Jäger einen Angriff gegen die japanischen Stellungen. Dabei wurde von diesem Typ erstmals eine 1000-kg-Bombe abgeworfen. Bis zur Einstellung der Feindseligkeiten am 10. August flogen die TB-3 41 Einsätze. Da am Chassansee keine japanischen Jagdflugzeuge operierten, wurden lediglich vier Maschinen durch Flaktreffer beschädigt. Allerdings gerieten zehn Tage später sieben mit Lebensmitteln für die Bodentruppen beladene TB-3 zu tief auf feindliches Gebiet und wurden durch die Luftabwehr beschossen. Die Führungsmaschine musste anschließend mit Treffern auf japanisch besetztem Gebiet notlanden.
Am Chalchin-Gol wurde die TB-3 aufgrund der zwar zahlenmäßig unterlegenen, aber bei weitem besser ausgebildeten japanischen Jagdflieger nicht zu Tagesangriffen eingesetzt. Anfang Juli 1939 wurde eine Staffel des 4. TBAP (Schweres Bombenfliegerregiment) mit sechs Flugzeugen auf den Flugplatz Obo Somon in der Mongolei verlegt. Diese Einheit war bereits ein Jahr zuvor am Chassansee zum Einsatz gekommen. Der erste Einsatz erfolgte in der Nacht vom 7. auf den 8. Juli 1939 mit drei Maschinen, die über der Ortschaft Gantsur 16 100-kg-Bomben abwarfen. Bis zum Ende des Monats wurden insgesamt 23 TB-3 in der Mongolei stationiert und zu einer Gruppe zusammengefasst. Bis zum 26. August flog die Einheit 160 Einsätze, die meist paarweise mit bis zu acht Stunden Flugzeit durchgeführt wurden. Die TB-3 flogen dabei nie höher als 1500 Meter und warfen nur kleinkalibrige Bomben ab. Lediglich eine Maschine wurde von der Bodenabwehr getroffen, konnte jedoch mit drei laufenden Motoren zu ihrer Basis zurückfliegen.

### Sowjetisch-Finnischer Winterkrieg

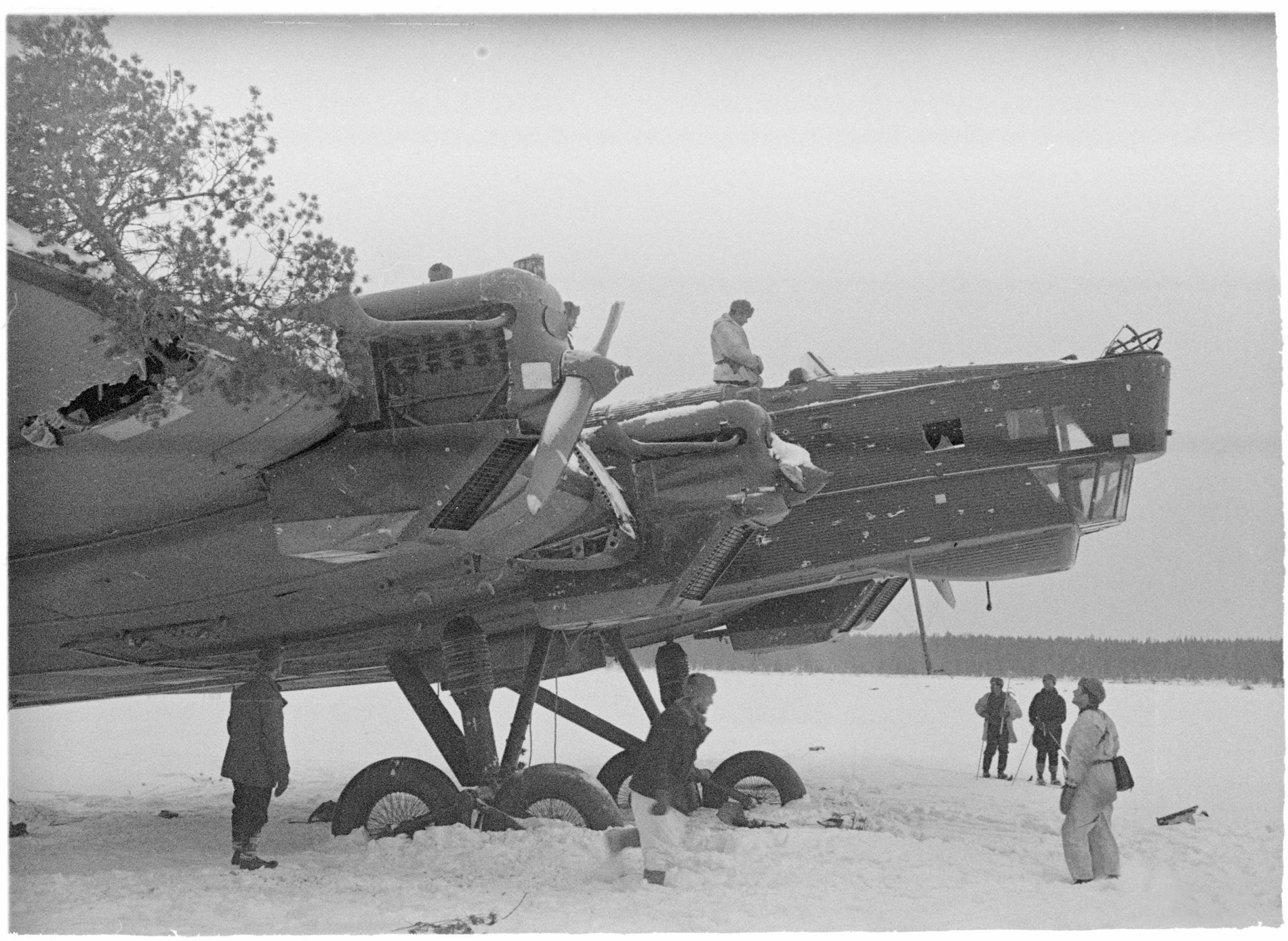
Finnische Soldaten mit erbeuteter TB-3-4M-17 (1940)

Während des Winterkrieges wurde die TB-3, meist wegen der herrschenden Witterungsverhältnisse mit Skifahrwerk ausgerüstet, sowohl als Bomber als auch als Transporter eingesetzt, beispielsweise bei der Versorgung eingeschlossener Truppen bei Lemetti im Februar 1940. Aufgrund des sehr schlechten Ausbildungsstandes der Besatzungen gingen während des Feldzuges mehr TB-3 durch Flugunfälle als durch Feindeinwirkung verloren. Zerstört wurden auf diese Weise 13 Maschinen, aber nur vier durch Bodenbeschuss und eine weitere durch unbekannte Ursachen. Das Rückgrat der Bombenfliegerkräfte bildeten in diesem Konflikt jedoch die zweimotorigen DB-3 und SB-2, die TB-3 wurden in der Bomberrolle aufgrund ihrer Langsamkeit nur nachts eingesetzt.

### Zweiter Weltkrieg

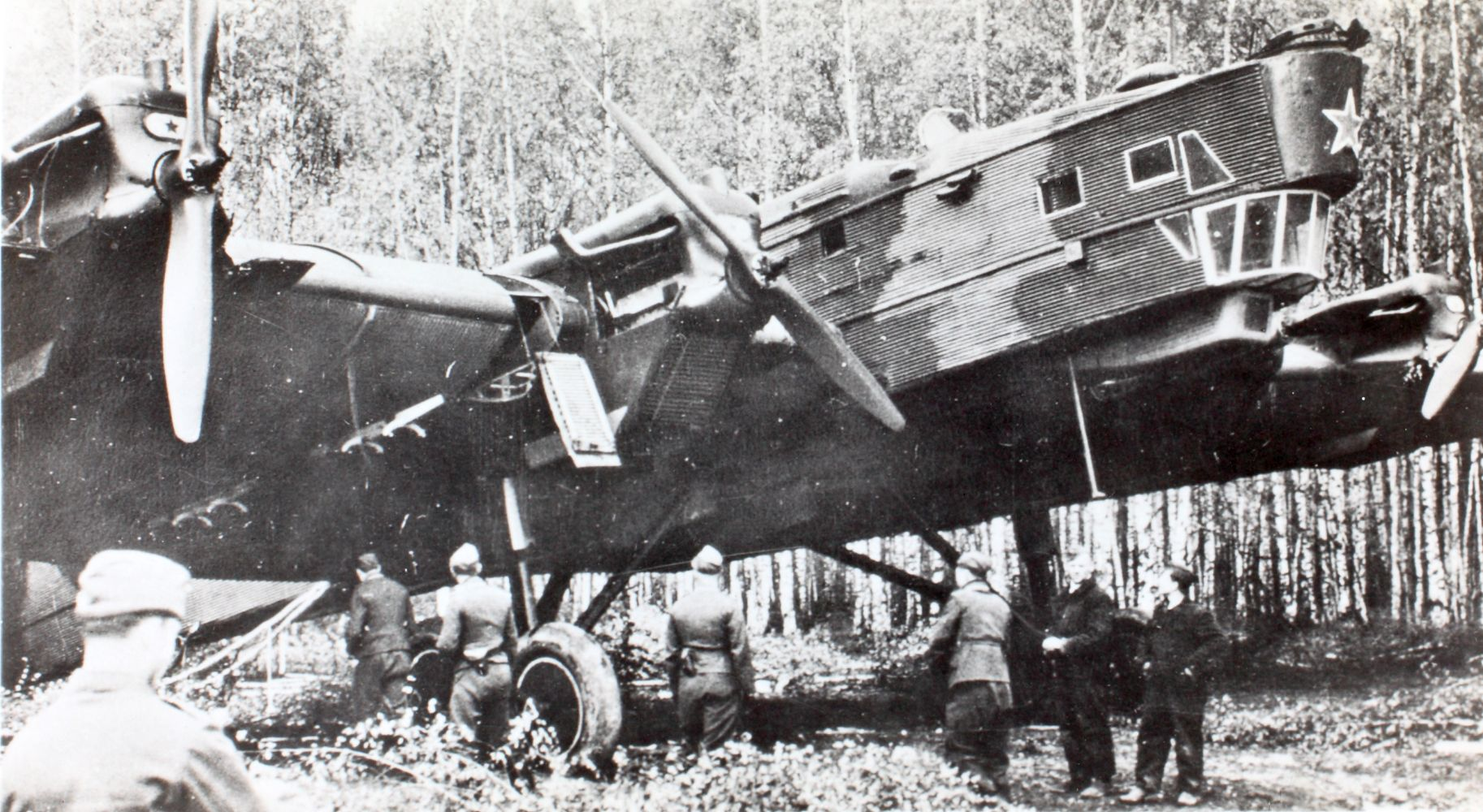
TB-3-4M-17 (1939)

Erstmals im Zweiten Weltkrieg wurde die TB-3 bei der Besetzung Ostpolens im September/Oktober 1939 eingesetzt. Dafür wurden 157 Stück zusammengezogen, von denen allerdings die Hälfte nicht einsatzbereit war. Die flugfähigen Exemplare wurden nicht in ihrer Bomberrolle eingesetzt, sondern dienten lediglich zur Versorgung der vorrückenden Roten Armee oder dem Truppentransport.
Obwohl veraltet, waren bei Beginn des Überfalls auf die Sowjetunion mangels Alternativen noch zahlreiche TB-3 als Bomber im aktiven Dienst der WWS, da die ab Sommer 1940 begonnenen Umrüstungen auf zweimotorige Jer-2 und Il-4 bei weitem noch nicht abgeschlossen waren. Nur eine sehr geringe Stückzahl an TB-3 geriet den deutschen Invasoren in die Hände oder wurde am Boden zerstört, weil die Langstreckenbomber der sowjetischen Luftstreitkräfte nicht direkt an der Front, sondern im rückwärtigen Gebiet stationiert waren. In den meisten Fällen waren die Bomber bereits nach Osten verlegt worden, als die Wehrmacht die entsprechenden Flugplätze einnahm und dort zurückgelassene Flugzeuge erbeutete. Allerdings erlitten die langsam fliegenden TB-3 in den ersten Einsätzen empfindliche Verluste. Das Oberkommando gab deshalb nach etwa drei Kriegswochen den Befehl heraus, die TB-3 nur noch zu Nachteinsätzen heranzuziehen. Zu Beginn des Krieges flogen die Bomber ihre Angriffe in mehreren Gruppen in Dreierformation aus 2.000 bis 4.000 Metern Höhe. Der Angriffsverband konnte dabei nicht selten aus sämtlichen Staffeln des angreifenden Regiments bestehen. Später flogen die TB-3 ihre Angriffe in kleineren, maximal sechs Flugzeugen umfassenden Verbänden in 700 bis 1.000 Metern. War die Bodenabwehr gering, erfolgten die Anflüge sogar in einer Höhe von 200 bis 500 Metern, wobei die Schützen mit ihren Bordwaffen die Wirkung des Angriffs noch zu erhöhen versuchten. Im weiteren Kriegsverlauf wurden die Ziele meist gänzlich allein, auch ohne die Unterstützung von Jagdflugzeugen, angeflogen oder von kleineren Gruppen einzeln in zeitlich versetzten Abständen. Einzelne TB-3 sollen so noch bis ins Jahr 1944 zur intensiven Nahunterstützung der Truppen eingesetzt worden sein. Die TB-3 nahm an den Schlachten um Smolensk (1941), Kiew (1941), Moskau (1941/42), Kursk (1943), Kiew (1943) und vereinzelt noch an der Operation Bagration (1944) teil. Der Großteil der als Bomber eingesetzten TB-3 war aber schon bis in die zweite Hälfte des Jahres 1943 durch modernere Muster, etwa die Li-2WW oder Il-4 ersetzt und an die Transportflieger- oder Schuleinheiten übergeben worden. Eine dieser Trainingseinheiten war die Fliegergruppe Nr. 122, die 1941 von der bekannten Fliegerin Marina Raskowa in Engels aufgestellt wurde. In ihr wurden die nur aus Frauen bestehenden Angehörigen des 588. NBAP und des 587. BAP ausgebildet. Die TB-3 dienten dabei als Navigatorentrainer.

### Als Absetzflugzeug

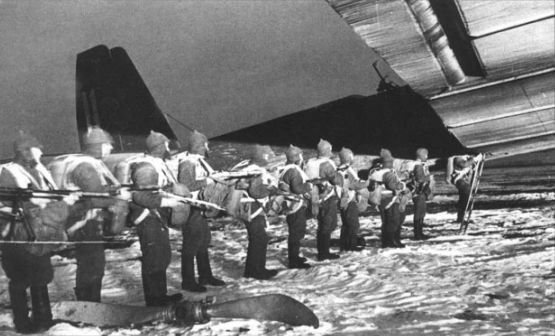
Fallschirmjäger besteigen eine TB-3

Der Aufbau der sowjetischen Luftlandetruppen begann zum Anfang der 1930er-Jahre. Gleb Kotelnikow, der Erfinder des Rucksackfallschirms, entwickelte 1930 den ersten Sprungschirm PD-1 für die sowjetischen Streitkräfte. Am 1. Juni 1931 erfolgte die Gründung der ersten Versuchs-Luftlandeabteilung, die später mit zwölf TB-3-4M-17F ausgestattet wurde. In den folgenden Jahren wurden die Fallschirmjägertruppen kontinuierlich ausgebaut. Die Anwärter hatten meist schon in der paramilitärischen Organisation OSSOAWIACHIM das Springen erlernt. Mit der TB-3 stand erstmals ein großes Absetzflugzeug zur Verfügung, das in der G-2-Transportversion 35 bis 40 Fallschirmspringer befördern konnte. Der Ausstieg erfolgte direkt durch die Öffnungen der Waffenstände, deren Maschinengewehre und Drehlafetten ausgebaut worden waren, durch die auf der rechten Seite befindliche Tür sowie aus dem Bombenschacht. Teilweise wurden am Rumpf über den Tragflächen Haltekabel angebracht, so dass auf den Tragflächen zusätzliche Fallschirmjäger transportiert werden konnten, die sich zum Sprung einfach herunterrutschen ließen. Die Kapazität konnte so pro Maschine auf bis zu 50 Springer erhöht werden. Insgesamt gesehen war die TB-3 für die Rolle als Absetz- und Transportflugzeug aber eher weniger geeignet. Die nicht für diesen Zweck ausgelegte enge Rumpfkonstruktion mit zu kleinen oder ungünstig angeordneten Luken verhinderte die Mitnahme von größeren oder sperrigen Lasten, es sei denn an Außenaufhängungen unter drastischer Erhöhung des Luftwiderstands. Selbst bei der Mitnahme der maximalen Anzahl von Fallschirmspringern wurde die Nutzlast des Bombers nur zu etwa 25 bis 35 % ausgeschöpft. Zudem empfanden die am Absprung beteiligten Soldaten das Manöver des teilweise recht beschwerlichen Ausstiegs als regelrechte „Zirkusnummer“.
Später wurden mit der TB-3 auch erste Abwurfversuche von schwerem Gerät an einem von Pawel Grochowski konstruierten Abwurfsystem (Lastenpalette mit Fallschirmen) durchgeführt. Durch eine Außenaufhängung unter dem Rumpf wurde die TB-3 in die Lage versetzt, schwere Waffen in das unmittelbare Kampfgebiet einzufliegen, etwa den 2,5 Tonnen wiegenden Amphibienpanzer T-38. Grochowski führte auch zusammen mit dem Panzerkonstrukteur Josef Kotin Versuche durch, die Amphibienpanzer T-37 und T-38 im Flug direkt auf dem Wasser abzusetzen. Der TB-3-Pilot A. N. Tjagunin flog bei diesen Tests mit minimaler Geschwindigkeit und warf den Panzer aus einem Meter Höhe ab. Anschließend landete das Flugzeug und versorgte den Panzer mit Kraftstoff. Die Versuche waren zwar erfolgreich, es erfolgte aber keine praktische Umsetzung dieses Landekonzepts.
1935 erfolgte die Einführung des weiterentwickelten Rundkappenschirms D-1 bei der Truppe. Im gleichen Jahr wurde die neue Waffengattung auch ausländischen Beobachtern vorgeführt, als im Rahmen des Kiewer Manövers ein aus 40 Flugzeugen bestehender TB-3-Verband 1200 Fallschirmjäger absetzte, die die Absprungzone sicherten, so dass nachfolgend landende TB-3 weitere 2500 mit Granatwerfern, Panzerbüchsen, schweren Maschinengewehren und leichten Flakgeschützen ausgerüstete Soldaten einfliegen konnten. In den folgenden Jahren wurden ebenfalls im Sommer zwei größere Luftlandemanöver durchgeführt.

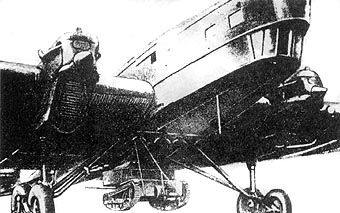
TB-3 mit untergehängtem Panzer T-27

Während des Zweiten Weltkrieges erfolgten mehrere Luftlandeunternehmen, die aber nur kleineren Ausmaßes und örtlich begrenzt blieben, da die TB-3 hauptsächlich als Bomber und Transporter genutzt wurde und als Absetzflugzeug nur bedingt zur Verfügung stand. Eine größere Truppenverschiebung erfolgte vom 3. bis 5. Oktober 1941 mit der Verlegung des 5. Luftlandekorps, bestehend aus 5440 Mann samt 12,5 Tonnen Ausrüstung, von Iwanowo nach Orel. Daran waren neben anderen Typen auch 15 TB-3 der Fernflieger und 40 TB-3 der Fliegergruppe der Zivilluftflotte (MAON GWF) beteiligt. Als die Rote Armee im Verlauf der Schlacht um Moskau im Dezember 1941 eine Gegenoffensive startete, wurden in der Nacht zum 4. Januar 1942 durch 21 TB-3 und zehn Li-2 416 Angehörige des 250. Schützenregiments und der 201. Luftlandebrigade bei Bolschoje Fatjanowo abgesetzt. Sie hatten die Aufgabe, den dortigen Flugplatz sichern, um anschließend weitere 1300 Mann einfliegen zu können. Das Unternehmen scheiterte am Widerstand der deutschen Truppen. Einige Tage später wurden nochmals von TB-3 der MAON GWF und 23. Bombenfliegerdivision sowie einigen Li-2 am 18. und 19. Januar jeweils 452 beziehungsweise 200 Fallschirmjäger bei Schelanje abgesetzt. Sie konnten eine Landezone besetzen und es wurden vom 20. bis 22. Januar weitere 1643 Mann eingeflogen. Die Truppen konnten die Stellung bis zum Eintreffen von Einheiten des 1. Gardekavalleriekorps am 30. Januar verteidigen.
Ein weiteres Luftlandeunternehmen im Winter des Jahres 1942 sah das Absetzen von Verbänden des 4. Luftlandekorps etwa 35 km südwestlich von Wjasma vor, die den deutschen Nachschub durch das Besetzen der Rollbahn und der Eisenbahnstrecke von Wjasma nach Smolensk unterbrechen sollten. Neben 34 Li-2 standen dafür 22 TB-3 zur Verfügung, die vom 27. Januar bis 2. Februar 1942 insgesamt 2323 Fallschirmjäger der 8. Luftlandebrigade im Zielgebiet absetzten. Bei Angriffen der deutschen Luftwaffe auf die Einsatzflugplätze der Transportverbände wurden sieben TB-3 zerstört. Ab 18. Februar folgten dann die 9. und 214. Luftlandebrigade des 4. Luftlandekorps mit 41 Li-2 und 23 TB-3. Insgesamt wurden bis zum Monatsende 6988 Soldaten hinter den feindlichen Linien abgesetzt, die größtenteils als selbstständige Kommandotrupps operierten oder sich regionalen Partisaneneinheiten anschlossen. Bei im weiteren Kriegsverlauf durchgeführten Luftlandungen standen genügend moderne Typen zur Verfügung, so dass die TB-3 für diesen Zweck nicht mehr verwendet wurde.

### Versuche mit Fernsteuerung
Nach dem Beginn des Kriegs gegen die Sowjetunion wurden ab September 1941 Tests mit einer TB-3 als funkgesteuerte und unbemannte „fliegende Bombe“ durchgeführt. Die Idee zu dieser Verwendung stammte von Oberst W. Krawez und war der erdrückenden deutschen Luftüberlegenheit und den dadurch resultierenden hohen Verlusten sowohl an Flugzeugen als auch an Besatzungen während der ersten Kriegswochen geschuldet. Mit der TB-3, die zwar technisch veraltet, aber noch in ausreichendem Maße verfügbar war, konnten so Bombenangriffe geflogen werden, ohne dafür Verluste an Piloten zu riskieren. Mit der praktischen Durchführung der Versuche wurde das Konstruktionsbüro von Nison Gelperin beauftragt. Gelperin war Chemie-Technologe und hatte kurz zuvor Bomben mit Stahlbeton-Ummantelung entwickelt, die im Juni 1941, einen Monat vor Kriegsausbruch, in verschiedenen Größen in die Produktion gegangen waren. Gelperin entwickelte ein aus sechs gegossenen Teilen bestehendes dünnwandiges Gehäuse mit 6,2 Tonnen Sprengstoff, dessen einzelne Komponenten in den Rumpf der TB-3 bugsiert und dort zusammengebaut wurden. Für die Versuche diente Sand als Gewicht. Die zur Verfügung stehende Fernsteuerung ließ einen Start mit dem schwer beladenen Flugzeug nicht zu. Deshalb sollten Piloten die TB-3 in die Luft bringen und nach dem Aktivieren der Steuerung, deren Sender in einem Begleitflugzeug installiert wurde, mit dem Fallschirm abspringen. Für die Versuche wurde innerhalb der 81. Fernfliegerdivision eine spezielle Gruppe mit ausgewählten Piloten aufgestellt, unter ihnen E. K. Puusepp, A. N. Tjagunin und N. N. Ponomarenko. Der erste Flug endete mit einem Misserfolg. Durch den Ausfall eines Funkkanales versagte die Steuerung – die TB-3 ging mit auf Vollgas laufenden Motoren in den Steigflug und stürzte wenig später ab. Die anschließenden Flüge waren erfolgreicher, so dass beschlossen wurde, die „Fliegende Bombe“ zum Einsatz zu bringen. Es sind allerdings nur wenige durchgeführte Flüge bekannt, bei denen noch dazu jedes Mal die TB-3 durch Unterbrechung der Funkverbindung verlorenging. Einzig am 15. Oktober 1942 soll ein erfolgreicher Angriff stattgefunden haben. Das Konstruktionsbüro Gelperin wandte sich schließlich anderen Aufgaben zu. So entwickelte es die fünf Tonnen wiegende Bombe FAB-5000NG, die schwerste von der Sowjetunion im Zweiten Weltkrieg eingesetzte Fliegersprengbombe.

### Das Huckepackprojekt „Sweno“

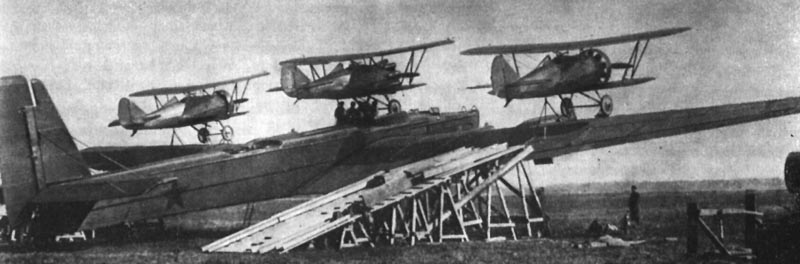
Sweno-2

Beim von Wladimir Wachmistrow initiierten sogenannten Projekt Sweno kam die TB-3 als Trägerflugzeug für einmotorige Jagdflugzeuge zum Einsatz. Anfangs wurden die Versuche mit der kleineren TB-1 durchgeführt, man wechselte aber relativ schnell zur leistungsfähigeren TB-3. Als TB-3-Pilot kam während der Tests meist Pjotr Stefanowski zum Einsatz. Im August 1934 startete erstmals eine als Sweno-2 bezeichnete Kombination aus einer TB-3 und drei auf ihrem Rumpf bzw. Tragflächen befestigten I-5. Das Flugverhalten des Bombers wurde durch die drei I-5 nicht beeinträchtigt und das Lösen der zwei auf den Tragflächen befindlichen Jäger, die von W. Kokkinaki und I. F. Grods geflogen wurden, ging während des Fluges ohne Probleme vonstatten. Das Rumpfflugzeug wurde wegen des hohen Aufwands, es an seinen Platz auf dem Rumpfrücken zu bugsieren, während der weiteren Versuche nicht vom Mutterflugzeug gelöst. Später wurden seine Tragflächen und das Leitwerk komplett abgebaut und das Flugzeug mit laufendem Motor als Vortriebshilfe benutzt. Im gleichen Monat flog noch Sweno-2a mit je einer I-5 auf den Tragflächen.

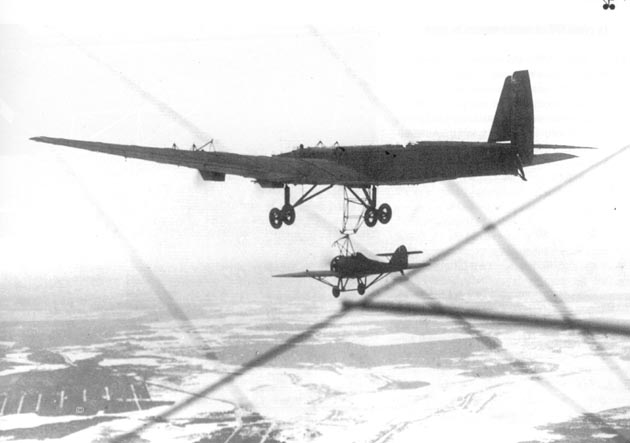
Sweno-5: TB-3 mit angedockter I-Z

Der große Aufwand, die Flugzeuge am Boden auf die Tragflächen zu heben – es mussten spezielle hölzerne Rampen gebaut werden – führten aber schnell zum Abbruch. Stattdessen wurde im Oktober ein TB-3-Gespann mit zwei unter den Tragflächen aufgehängten I-Z-Jägern getestet. Diese waren von Dimitri Grigorowitsch für Versuche mit großkalibrigen einschüssigen Kanonen entwickelt worden, denen aber kein großer Erfolg beschieden war. Nun wurden einige I-Z für das Sweno-Projekt übernommen. Allerdings ergaben sich durch das starre Fahrwerk der I-Z Schwierigkeiten mit der Aufhängung unter den Tragflächen des Bombers. Wurde das Flugzeug zu hoch gehängt, berührte seine Luftschraube die TB-3-Tragfläche, hing es zu tief, bekam es Bodenkontakt. Versuche, die Bodenberührung des Fahrwerks während des Starts mit Stoßdämpfern abzufangen, waren zwar erfolgreich, jedoch begannen während des Fluges die beiden I-Z unkontrolliert zu schlingern, weshalb wieder auf eine starre Aufhängung zurückgegriffen wurde. Nun wurden die Jagdflugzeuge nur an einer vertikalen Aufhängung befestigt, so dass sie mit dem Mutterflugzeug mitrollen konnten. Im Moment des Abhebens mussten die beiden Piloten ihre Flugzeuge sofort andrücken, damit die vorderen und hinteren Verschlüsse einrasten und die beiden Jäger sicher arretiert werden konnten. Dieses Manöver war sehr schwierig und führte schon beim ersten Flug zur Katastrophe. Die zweite I-Z mit dem Flieger A. W. Korotkow verpasste den richtigen Zeitpunkt und wurde durch den Fahrtwind gegen die Tragfläche der TB-3 gedrückt. Stefanowski stieg sofort auf 2000 Meter und stellte das Flugzeug mit größtmöglichem Winkel nach oben, so dass Korotkow nun seine I-Z einrasten konnte, allerdings schloss sich der hintere Verschluss nicht vollständig und kurze Zeit später löste sich das Heck und der Bug des Jägers ging sofort steil nach oben. Durch die Überbeanspruchung brachen nun die beiden vorderen Schlösser und Korotkows Flugzeug krachte in die Tragfläche der TB-3, wo es stecken blieb. Während der sofort eingeleiteten Notlandung brach die I-Z bei verringerter Geschwindigkeit schließlich aus der Fläche und stürzte zu Boden, wobei Korotkow ums Leben kam. Sweno-3 wurden nach diesem Zwischenfall nicht weiter fortgeführt. Stattdessen wurde eine etwa vier Meter lange ausklappbare Vorrichtung konstruiert, mit der ein Flugzeug in der Luft unter dem Rumpf aufgenommen werden konnte. Dieses Andockmanöver konnte erstmals am 23. März 1935 erfolgreich durchgeführt werden. Der Pilot der I-Z war W. A. Stepanschjonok, die TB-3 flog wiederum Stefanowski.
Den Höhepunkt der Sweno-Projekte bildete das Gespann „Awiamatka“, das am 20. November 1935 erstmals startete. A. I. Nikaschin und S. P. Suprun flogen in zwei I-5 auf den Tragflächen, T. T. Altynow und K. K. Budakow in zwei I-16 darunter. Stefanowski flog wie üblich das Mutterflugzeug. In einer Höhe von 1.000 Metern koppelte sich Stepanschjonok mit seiner I-Z unter dem Rumpf ein, bevor sich auf das Signal Stefanowskis hin alle fünf Jäger von der TB-3 lösten.

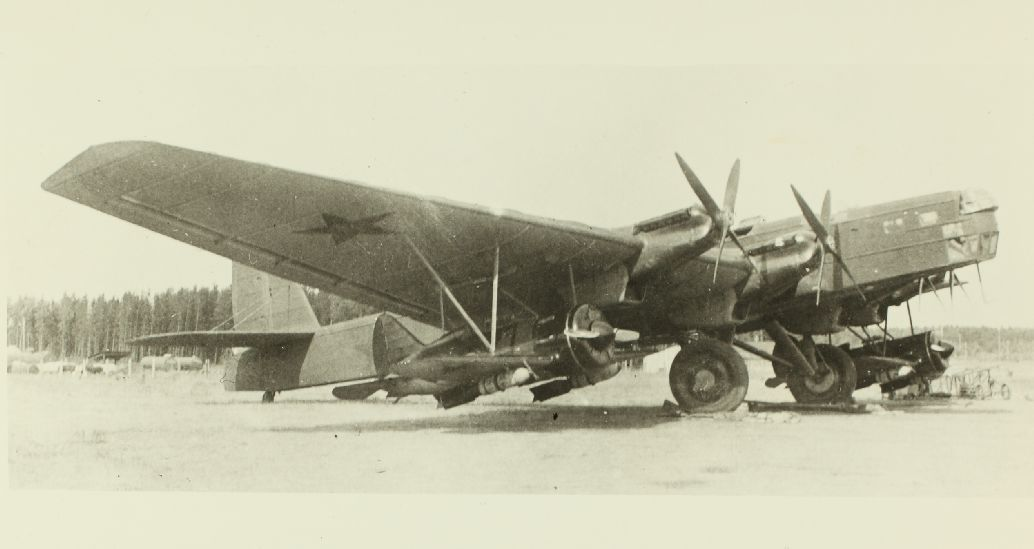
Sweno SPB

Die einzige zum Einsatz gekommene Sweno-Kombination war S-6, bestehend aus einer TB-3 mit zwei untergehängten I-16. Erstmals im August 1935 getestet, sollten die I-16 bei einem Angriff von feindlichen Flugzeugen als Abfangjäger dienen. Versuchspiloten waren Stefanowski, Suprun und W. K. Jewsejew. Im Juli 1937 wurde das Gespann zum Angriffsverband gegen Punktziele umgerüstet und getestet. Die I-16 erhielten dafür je zwei 250-kg-Bomben. Einige TB-3 und I-16 wurden zu solchen SPB (Sostawnoi Pikirujuschtschi Bombardirowschtschik) genannten Kombinationen umgerüstet und im August und September 1941 von der 63. Bombenfliegerbrigade der Schwarzmeerflotte vom Flugplatz Jewpatorija aus für Angriffe gegen deutsche Truppen eingesetzt. Insgesamt flogen die SPB-Gespanne etwa 30 Einsätze und bombardierten nach dem Anflug über das Schwarze Meer unter anderem Hafenanlagen und eine Erdölraffinerie bei Constanța und die Donaubrücke bei Cernavodă.

## Aufbau

Dreiseitenansicht der TB-3-4M-17

Die TB-3 war als freitragender Tiefdecker mit abgestrebtem Leitwerk ausgelegt.

### Zelle
Der Rumpf war in die drei Abschnitte F-1 bis F-3, die den Bug mit Pilotenkabine, den Mittelteil mit Tragfläche und den dahinterliegenden Teil bis zum Heck umfassten, unterteilt. Er besaß einen trapezförmigen Querschnitt, ausgenommen den mittigen Abschnitt F-2, der an den Flügelanschlüssen einen rechteckigen Schnitt mit senkrechten Seitenwänden aufwies und mit dem Mittelflügel einen konstruktiven Verbund bildete. Das Rumpfgerüst bestand aus rohrversteiften Spanten mit U-Profil, die mit Wellblech beplankt waren. Einige Rumpfspanten erhielten mit Türen versehene Zwischenwände, die die einzelnen Bereiche in Besatzungskabinen für die Flugzeugführer, den Navigator und den Funker aufteilten.

### Tragwerk
Die mit vier Holmen ausgestattete Tragfläche bestand aus drei Abschnitten: dem mit dem Rumpf verbundenen Mittelstück (Spannweite 7 m und größte Tiefe nahe dem Rumpf 8 m) und den beiden Außenflügeln mit 2,95 m Tiefe an den Enden. Die Konstruktion bildeten die Holme aus Stahlrohrfachwerk und mit Stahlrohren und Knotenblechen versteifte Rippen aus U-Profilen. Holme und einige Stringern stellten die Auflagepunkte für die Blechbeplankung. Diese besaß sowohl an Flügel als auch Rumpf in der Regel eine Stärke von 3 mm, an stärker beanspruchten Stellen wie der Oberseite des Tragflächenmittelstücks 5 mm und an häufig betretenen Bereichen 8 mm. Wellenhöhe- und Abstand betrugen 13 bzw. 50 mm. Das Flugzeug besaß über die gesamte Spannweite für einen besseren Zugang abnehmbare Verkleidungen an Flügelvorder- und -rückseite, wobei die an der Flügelnase des Mittelstücks befindlichen abklappbar und als begehbare Wartungstribünen für die Motoren gestaltet waren. Der 1. Holm diente als Befestigungspunkt für die Triebwerksaufhängungen aus Stahlrohr. Jedem Antrieb war ein 120-l-Schmierstoffbehälter beigeordnet. Das Flügelmittelstück konnte durch seinen großen Querschnitt begehbar gestaltet werden. So war es den Besatzungsmitgliedern in den bei einigen Baureihen vorhandenen Unterflügel-Abwehrständen möglich, diese während des Fluges zu verlassen und den Füllstand der Flächentanks anhand von Schaugläsern abzulesen. Die Kraftstofftanks waren zu je zwei Stück zwischen dem 2. und 3. Holm eingebaut und verfügten pro Stück über ein Fassungsvermögen von 1990 l. Als ab dem Jahr 1934 eine neue Aluminiumlegierung höherer Festigkeit zur Verfügung stand, wurde die Spannweite der TB-3 auf 41,85 m und die Flügelfläche auf 234,5 m² vergrößert.

### Leitwerk
Das Leitwerk war konventionell ausgeführt und wie alle anderen Baugruppen der TB-3 aus Ganzmetall. Die Höhenflosse wurde an der Unterseite durch V-Streben am Rumpf abgestützt und auf der Oberseite durch zwei I-Streben je Seite an der Seitenflosse. Um die hohen Steuerdrücke beim Betätigen des Höhenruders zu verringern, war die Höhenflosse per Hand verstellbar ausgeführt. Fast sämtliche Ruder wurden über Seilzüge bedient; lediglich die Steuerung der Querruder mit einem Maximalausschlag von ± 20° erfolgte über zwei Flaschenzüge. Das Seitenruder verfügte zusätzlich über eine Mechanik, die den Kraftaufwand beim Betätigen nach Triebwerksausfällen erleichtern sollte. Bei den ersten Serien war dies ein kombinierter Gummizug/Federmechanismus, in späteren Baureihen erfolgte der Einbau einer Servosteuerung.

### Fahrwerk
Die TB-3 war mit einem starren Fahrwerk ausgestattet, dessen Haupträder nicht durch eine Achse miteinander verbunden waren. Am Heck war ein Schleifsporn angebracht. Die Federung der Hauptstreben bestand anfangs aus zwölf Gummiplatten, die ab 1934 durch ölpneumatische Systeme ersetzt wurde. Die ersten Serien besaßen außerdem je Seite zwei nichtbremsbare, in den seltensten Fällen verkleidete Speichenräder in Tandemanordnung. Ab dem Jahr 1935 wurden diese durch größere Einzelräder mit den Abmessungen 2000 × 450 mm, die über Bremsen verfügten, ersetzt. Für den Wintereinsatz konnte die TB-3 wahlweise mit Skiern versehen werden. Zum Einsatz kamen Standardkufen von 791 kg Gewicht und 5540 × 1460 mm Länge bzw. Breite, die mit Gummiseilen auf Spannung gehalten wurden. Für den Hecksporn war eine 12 kg schwere Kufe mit den Maßen 1000 × 450 mm vorgesehen. Alle drei Kufen waren mit einem Anstellwinkel von 3° befestigt.

### Bewaffnung
Interne Abwurfwaffen

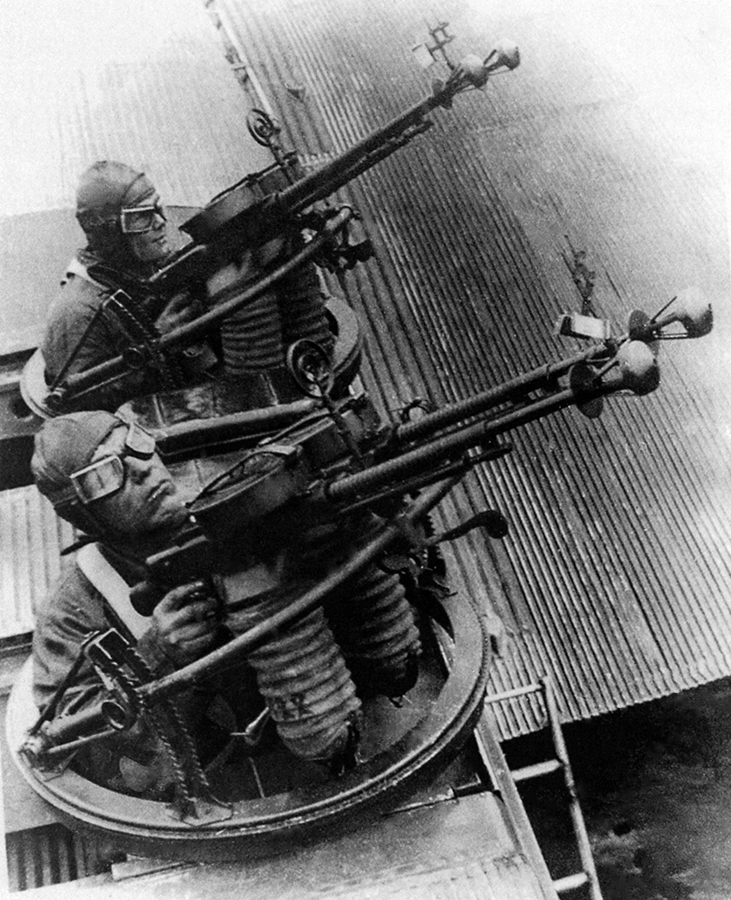
Zwei Rumpfstände Tur-6 mit Maschinengewehren DA-2

Im Schwerpunktbereich der TB-3 befand sich der interne Bombenschacht Der-9. Er war in der Lage, bis zu 28 Bomben in den Gewichtsklassen 50-, 82- oder 100 kg aufzunehmen. Ab der Version RN wurde ein Bombenschacht KD-2 eingebaut.
Externe Abwurfwaffen
Als Außenlastträger unter dem Rumpf standen vier Der-15 und/oder Der-16 zur Verfügung, die nach Reihenfolge je eine Bombe von 250 bis 500 kg beziehungsweise von 250 über 500 bis 1000 kg befördern konnten; allerdings war bei deren Anbau der Bombenschacht nicht mehr benutzbar. Als Unterflügelstationen dienten vier Der-13 für jeweils eine 250-kg-Bombe. Ab der Version RN wurden Außenlastträger vom Typ Der-19 und Der-21 installiert.
Abwehrbewaffnung
Die TB-3 verfügte über 3 DA-2-MG in 3 offenen MG-Ständen mit je 24 Magazinen à 25 Patronen: einem Bugstand mit Drehlafette Tur-6 und zwei aus der Längsachse versetzte, unmittelbar hintereinander angeordnete Tur-5 auf dem Rumpfrücken. Dies waren DA auf Zwillings-Ringlafette, die alle nach oben feuern konnten. Dazu kamen 2 weitere DA in versenkbaren Türmen unter den Tragflächen mit je 14 Magazinen. Ab der Version TB-3/AM34-RN wurden die DA durch SchKAS in vier geschlossenen MG-Ständen Tur-8 in Bug, Rumpfrücken, Rumpfunterseite und Heck ersetzt.

## Rekorde
Nachdem das leistungsgesteigerte Triebwerk AM-34FRN in der TB-3 Verwendung gefunden hatte, konnte eine Reihe von Weltrekorden erflogen werden, speziell mit der mit Höhenladern ausgestatteten TB-3-4AM-34FRNW. Am 11. September 1936 erreichte der Pilot des Wissenschaftlichen Forschungsinstituts der Luftstreitkräfte (NII WWS), A. B. Jumaschew, zusammen mit dem Bordingenieur A. Kalaschnikow bei einer Zuladung von 5.000 Kilogramm die Rekordhöhe von 8.102 Metern. Der Flug dauerte eine Stunde und 32 Minuten. Damit wurde der Rekord des Franzosen Lucien Kupe vom 16. Juni 1934 um 1.453 Meter überboten. Am 28. Oktober gleichen Jahres konnte die Besatzung ihren eigenen Rekord auf 8.980 Meter erhöhen.
Ebenso erfolgreich war ein am 16. September wiederum von Jumaschew/Kalaschnikow durchgeführter Flug, die eine Zuladung von 10.000 Kilogramm auf 6.605 Meter beförderten. Der bis dahin über sechs Jahre bestehende Rekord des Italieners Antonini vom 22. Februar 1930 lag bei 3.231 Metern.
Ein weiterer Masse/Höhenrekord wurde am 20. September aufgestellt. Jumaschew und Kalaschnikow beförderten 12.000 Kilogramm Nutzlast auf eine Höhe von 2.700 Metern. Jumaschew erreichte ein Jahr später zusammen mit Gromow und Danilin durch einen Langstrecken-Rekordflug von Moskau nach San Jacinto/USA einige internationale Bekanntheit.

## Verbleib

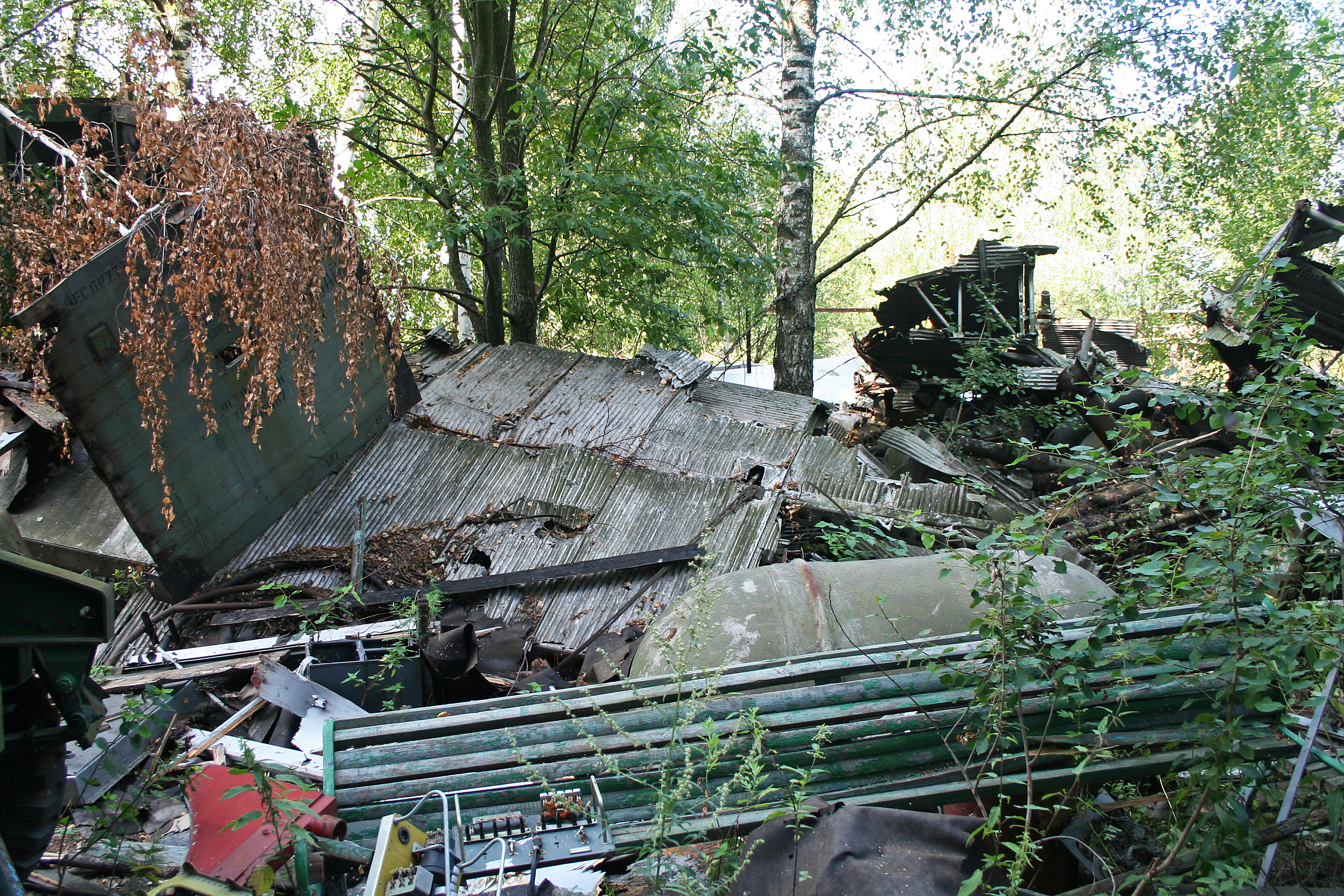
Die Überreste einer TB-3

Eine Anzahl von TB-3 waren nach dem Kriegsende in Europa noch einsatzbereit. So etwa befanden sich am 1. Juli 1945 noch 20 Flugzeuge im Bestand der 18. Luftarmee. Aufgrund der hoffnungslos veralteten Konstruktion sowie der in ausreichender Zahl verfügbaren moderneren Muster – sowohl von Bombern als auch von Transportern –, wurde die TB-3 recht schnell aus dem Inventar der Luftstreitkräfte herausgenommen. Auch die bei der Zivilluftflotte vorhandenen Exemplare wurden nach kurzer Zeit ersetzt. Heute ist keine einzige TB-3 mehr erhalten. Allerdings wurden mehrfach Wracks in den Weiten des Landes entdeckt, so beispielsweise bei Archangelsk, wo zum Anfang der 1980er-Jahre von Forstarbeitern die Überreste einer TB-3-4AM-34FRN mit der taktischen Nummer 687, die 1943 notlanden musste, in einem Wald gefunden wurden. Keines dieser Wracks ist aber bis jetzt geborgen bzw. restauriert worden. Im Jahr 2019 begann im Auftrag des Arktis- und Antarktismuseums Sankt Petersburg die Bergung einer zivilen ANT-6 der Polarluftflotte, die am 17. März 1938 auf der Rudolf-Insel bei der Landung nahe einer inzwischen aufgegebenen Polarstation verunfallt und zurückgelassen worden war. Im Museum von Uljanowsk kann ein Exemplar des kleineren zweimotorigen Vorgängermodells TB-1, das unter Verwendung zweier Wrackfunde wiederaufgebaut wurde, besichtigt werden. Die Reste einer TB-3 werden im Museum von Monino gelagert (siehe Foto).

## Varianten
| Bezeichnung                        | Merkmale |
| ---------------------------------- | --- |
| TB-3-4M-17 und TB-3-4M-17F         | Das erste bzw. zweite Fertigungslos und die gleichzeitig in den größten Stückzahlen produzierte TB-3. Die Bezeichnung bezieht sich auf die verwendeten Motoren. Bis Ende 1933 wurden 400 Stück ausgeliefert. |
| TB-3-4AM-34                        | Im Februar 1933 verbesserte Ausführung mit stärkeren Motoren, äußerlich erkennbar an den zurückgesetzten Kühlern unter den Tragflächen. Die Tests der ersten zwei Maschinen wurden im Dezember 1933 abgeschlossen und ergaben insgesamt schlechtere Leistungen, was aus dem Fehlen von Luftschraubengetrieben resultierte. Es wurden darum nur etwa 15 Maschinen umgerüstet. |
| TB-3-4AM-34R und TB-3-4AM-34RD     | 1934 erschienene Variante mit Luftschraubengetriebe (R steht für Reduktor, Getriebe), vierblätterigen Propellern an den beiden inneren Triebwerken, Heckstand, verändertem Seitenleitwerk und ölpneumatisch gefederten Haupträdern. Die Erprobung fand von Dezember 1933 bis zum Januar 1934 statt. Die Zivilversion M-34RD führte 1934 eine Rundreise durch Europa durch. Die Transportvariante wurde als Fracht-, Sanitäts, und Lastensegler-Schleppflugzeug sowie zur Partisanenversorgung eingesetzt. Zu Versuchszwecken wurde bei einer Maschine dieser Reihe die Wellblechbeplankung mit Stoff bezogen und das Flugzeug vom 1. Januar bis 11. Februar 1935 zu Messflügen eingesetzt. Durch die glatte Oberfläche ergab sich ein Geschwindigkeitszuwachs von 5,5 bis 27,5 Prozent. |
| TB-3-4AM-34RN                      | Diese mit Höhenlader ausgestattete Ausführung (N steht für nagnetalni, aufgeladen) wurde von August bis Oktober 1935 getestet und war optisch leicht an dem Bugstand in Kugelform, den halbverkleideten Pilotenkabinen und den zwei Meter großen Haupträdern zu erkennen. Die Unterflügel-Waffenstände waren weggelassen worden. Die Produktion lief bis 1936. |
| TB-3-4AM-34FRN und TB-3-4AM-34FRNW | Bei der Ausführung AM-34FRN (F steht für forsirowanni, leistungserhöht) von 1936 waren wieder alle vier Motoren mit Dreiblatt-Propellern bestückt und die Außenhülle war glatt, wodurch sich bessere Leistungen ergaben. Der Serienbau endete 1937. Die M-34FRNW war die letzte Serienausführung mit einem kugelförmigen Waffenstand auf dem Rücken für größere Höhen (W für Wyssota, Höhe). Es wurden etwa 100 Stück gefertigt, die 1936 und 1937 ausgeliefert wurden. Sie besaßen zusätzliche Kraftstoffbehälter in den Tragflächen, einen abgeänderten Bug und waren mit Flettner-Rudern ausgerüstet. |
| TB-3-4AN-1                         | Erprobungsträger für das Tscharomski-AN-1-Triebwerk. Die 1935 durchgeführten Tests erbrachten zwar eine Reichweite von 4280 km, insgesamt waren die Leistungen jedoch schlechter als mit AM-34RN-Motoren. Manchmal als TB-3D bezeichnet. |
| ANT-6-4AM-34R „Awiaarktika“        | Diese zivile Spezialausführung war für Sonderaufgaben in der Arktis vorgesehen und deshalb mit geschlossenen Kabinen und Skiern ausgestattet. Es wurden 1936 fünf Stück gebaut, die zwischen 1937 und 1944 im Einsatz waren. |
| G-2-4M-17F und G-2-4AM-34RN        | Bezeichnung für ausgemusterte Militärmaschinen, die meist mit M-17F- und AM-34RN-Triebwerken ausgerüstet waren und als Transportflugzeuge (G steht für Grus, Fracht) bei der Zivilluftflotte (GWF) zum Einsatz kamen. |

Quelle:

## Technische Daten
| Kenngröße                 | ANT-6 (Prototyp 1930)                                    | TB-3-4M-17F (Serie 1933)                            | TB-3-4AM-34RN (Serie 1935)                         | ANT-6 Awiaarktika (Serie 1936)                   |
| ------------------------- | -------------------------------------------------------- | --------------------------------------------------- | -------------------------------------------------- | ------------------------------------------------ |
| Besatzung                 | k. A.                                                    | 8                                                   | 6                                                  | 5–6*                                             |
| Spannweite                | 40,50 m                                                  | 39,50 m                                             | 41,85 m                                            | 41,85 m                                          |
| Länge                     | 24,20 m                                                  | 24,40 m                                             | 25,18 m                                            | 25,18 m                                          |
| Höhe                      | k. A.                                                    | 8,45 m                                              | 8,45 m                                             | k. A.                                            |
| Flügelfläche              | 231 m²                                                   | 230 m²                                              | 234,5 m²                                           | 234,5 m²                                         |
| Flügelstreckung           | 7,1                                                      | 6,8                                                 | 7,5                                                | 7,5                                              |
| Leermasse                 | 9.375 kg                                                 | 10.976 kg                                           | 12.585 kg                                          | 12.500 kg                                        |
| Nutzlast                  | 6.307 kg                                                 | 6.233 kg                                            | 6.115 kg                                           | 11.550 kg                                        |
| Startmasse                | 15.682 kg                                                | 17.200 kg                                           | 18.877 kg                                          | 24.050 kg*                                       |
| Flächenbelastung          | 67,9 kg/m²                                               | 74,8 kg/m²                                          | 79,7 kg/m²                                         | 102,6 kg/m²                                      |
| Leistungsbelastung        | 8,38 kg/kW (6,31 kg/PS)                                  | 8,17 kg/kW (6,01 kg/PS)                             | 6,52 kg/kW (4,82 kg/PS)                            | 9,86 kg/kW (7,24 kg/PS)                          |
| Antrieb                   | vier wassergekühlte 12-Zylinder-V-Motoren Curtiss V-1550 | vier wassergekühlte 12-Zylinder-V-Motoren M-17F     | vier wassergekühlte 12-Zylinder-V-Motoren AM-34RN  | vier wassergekühlte 12-Zylinder-V-Motoren AM-34R |
| Startleistung             | je 457 kW (621 PS)                                       | je 526 kW (715 PS)                                  | je 713 kW (969 PS)                                 | je 610 kW (829 PS)                               |
| Nennleistung              | je 441 kW (600 PS)                                       | je 368 kW (500 PS)                                  | je 618 kW (840 PS)                                 | je 552 kW (751 PS)                               |
| Höchstgeschwindigkeit     | 226 km/h in Bodennähe                                    | 179 km/h in Bodennähe 177 km/h in 3.000 m Höhe      | 245 km/h in Bodennähe 288 km/h in 4.000 m Höhe     | 240 km/h in Bodennähe 275 km/h in 3.000 m Höhe   |
| Steigzeit                 | 5,1 min auf 1.000 m Höhe 19,9 min auf 3.000 m Höhe       | 9,2 min auf 1.000 m Höhe 43,4 min auf 3.000 m Höhe  | 4,4 min auf 1.000 m Höhe 13,2 min auf 3.000 m Höhe | k. A.                                            |
| Dienstgipfelhöhe          | 5.100 m                                                  | 3.800 m                                             | 7.740 m                                            | k. A.                                            |
| Reichweite                | k. A.                                                    | 1.350 km                                            | 960 km                                             | 2.500 km                                         |
| Start-/Lande- rollstrecke | 200 m / 150 m                                            | k. A.                                               | 400 m / 280 m                                      | k. A.                                            |
| Bewaffnung                | –                                                        | zwei DA-Maschinengewehre drei DA-2-Maschinengewehre | neun SchKAS-Maschinengewehre                       | –                                                |
| Bombenlast                | –                                                        | 2.000–5.000 kg                                      | 2.000–5.000 kg                                     | –                                                |

* Beim Flug zum Pol am 21. Mai 1937 besaß das Führungsflugzeug N-170 eine Startmasse von 24.500 kg und hatte insgesamt 14 Personen an Bord.